# Гейделберг Тауншип (округ Йорк, Пенсільванія)
Гейделберг Тауншип (англ. Heidelberg Township) — селище (англ. township) в США, в окрузі Йорк штату Пенсільванія. Населення — 3031 особа (2020).

## Демографія
Згідно з переписом 2010 року, у селищі мешкало 3078 осіб у 1142 домогосподарствах у складі 909 родин. Було 1188 помешкань
Расовий склад населення:
| - 98,1 % — білих - 0,7 % — чорних або афроамериканців - 0,3 % — корінних американців - 0,2 % — азіатів |

До двох чи більше рас належало 0,5 %. Частка іспаномовних становила 0,9 % від усіх жителів.
За віковим діапазоном населення розподілялося таким чином: 21,2 % — особи молодші 18 років, 63,7 % — особи у віці 18—64 років, 15,1 % — особи у віці 65 років та старші. Медіана віку мешканця становила 45,7 року. На 100 осіб жіночої статі у селищі припадало 98,7 чоловіків;  на 100 жінок у віці від 18 років та старших — 99,4 чоловіків також старших 18 років.
Середній дохід на одне домашнє господарство  становив 79 717 доларів США (медіана — 68 500), а середній дохід на одну сім'ю — 88 220 доларів (медіана — 71 415). Медіана доходів становила 52 176 доларів для чоловіків та 36 696 доларів для жінок. За межею бідності перебувало 5,2 % осіб, у тому числі 3,1 % дітей у віці до 18 років та 6,8 % осіб у віці 65 років та старших.
Цивільне працевлаштоване населення становило 1637 осіб. Основні галузі зайнятості: виробництво — 24,5 %, освіта, охорона здоров'я та соціальна допомога — 20,1 %, будівництво — 13,0 %, роздрібна торгівля — 11,6 %.